# Crossaster campbellicus
Crossaster campbellicus is een zeester uit de familie Solasteridae.
De wetenschappelijke naam van de soort werd in 1973 gepubliceerd door Donald George McKnight.